# Križ Hrastovački
Križ Hrastovački is een plaats in de gemeente Petrinja in de Kroatische provincie Sisak-Moslavina. De plaats telt 133 inwoners (2001).